# 后李文化

后李文化的范围

后李文化（公元前7000年–公元前5000年）是中国山東省发现的一种新石器时代文化。因最早发现于山东临淄的后李官庄遗址而得名。其遗址主要分布在泰沂山脉以北和小清河以南的冲积平原地带，范围大致东起淄河、西到长清，呈狭长带状分布。是目前海岱地区发现最早的有陶新石器文化。
后李文化分为“后李类型”和“西河类型”。除后李遗址外，重要遗址还包括章丘市西河和小荆山遗址、邹平县孙家遗址等。主要发现有房址、墓葬等遗迹，出土遗物包括陶器、石器、骨器等。陶器以夹砂陶为主，均为手工制作，烧制温度较低，器形种类不多，以釜最富代表性。
作为黄河下游地区新石器时代较早的考古学文化，后李文化的发现既为北辛文化的来源找到了新的线索，也推动了黄河下游地区新石器文化研究。

## 发现
1987年，山东省文物普查期间，济南市文物处与章丘市博物馆在章丘市龙山镇的西河遗址和枣园镇的摩天岭遗址采集到一些独特的陶片。同年秋季，山东大学考古实习队在邹平县进行了文物普查，新发现各时期遗址60余处。随后，济南市文物处在长清县的张官和万德西南遗址采集到类似标本。1989年，济清公路考古队在临淄区后李官庄遗址发掘中首次揭示了全新面貌的文化堆积。1991年春，在章丘市的西河、小荆山和摩天岭等遗址再次发现类似遗存。同年8月，“后李文化”命名正式提出。不久后，在泰沂山脉北侧的山前平原地带，相继发现了十余处后李文化遗址，沿东西一线分布，从潍河流域东至长清西郊，而泰沂山脉南侧则无同一时期的遗存。

## 年代
后李文化的相对年代早于北辛文化，据已测定的碳十四数据，绝对年代大体推定在距今9000-7000年前后，延续了约两千年的时间。有的学者甚至认为后李文化的上限“有可能达到距今9500年”。

## 文化特征
后李文化的特色鲜明，文化内涵较为丰富。遗址中开始出现环壕，故已进入环壕聚落阶段。主要遗存有房址、石器、骨器、陶器等。
房址
后李文化的房址多为半地穴式，典型如西河遗址，其房屋深度在0.3-0.4米，常见形制为方形或长方形，房间面积较大，一般在30-50平方米。房内普遍设有组合灶，由三组相互依存的灶址组成，每组灶以三个呈三角形分布的石支脚支撑。房屋的较大面积与这种特殊的组合灶结构表明，居住在同一房内的人数较多，由此可以推测，当时的基层社会组织规模较大，家庭形态偏向于大群体居住，而不是后期的四五口小家庭，后者的房址面积通常仅在10平方米左右。
石器与骨器
后李文化的石器包含打制和磨制石器，主要有石磨盘、石磨棒、石斧、石凿等，显示出以农业为主的生产生活特征。骨器包括骨锥、骨镖、骨匕、骨镞等工具，可能用于狩猎、制作和日常生活活动。
陶器
后李文化的陶器大多呈红褐色或灰褐色，火候较低。陶器制作工艺主要是泥条盘筑和泥片贴塑，器表多为素面装饰，常见的装饰纹样有附加堆纹和压印纹。器形以圜底器为主，亦有少量平底器和矮圈足器。陶器的特征和形制显示出与山东后期北辛文化的传承关系。
墓葬
后李文化的墓地仅发现小荆山遗址一处，在一个被砖场取土严重破坏的隔梁上，残存着比较整齐的三排墓葬，共21座。墓葬有极浅的墓坑，葬式为单人仰身直肢，除了个别墓葬使用了少量蚌片，其他均没有随葬品。可知这是一处尚处在平等社会阶段的氏族墓地。

## 社会与经济
后李文化的社会结构尚未完全明晰，但大面积房址及共用的组合灶表明其基层社会组织规模较大，居民的生活方式偏向集体群居。经济基础主要为以粟为主的杂谷农业，与华北其他新石器时代文化区相似，如黄河中游的仰韶文化和渭河流域的农业文化。常用农具有石磨盘、磨棒和石铲等，呈现典型的华北型农耕特征。
值得注意的是，在月庄遗址和西河遗址还发现了炭化稻谷，这暗示后李文化可能曾尝试稻作种植，丰富了黄河下游新石器文化的农业实践。

## 重要遗址
目前已发现的后李文化重要遗址包括：
- 后李遗址：位于淄博市临淄区后李官庄村西北500米，坐落于淄河东岸的台地上，占地约15万平方米，海拔50米，高出淄河河谷约10米。遗址西、南两侧为陡直断崖。
- 西河遗址：位于山东省章丘市龙山镇龙山三村西北500米，东距城子崖遗址1.6千米，面积约40万平方米。西河在遗址西侧呈曲流状态流过，遗址海拔约54米。
- 小荆山遗址及茄庄西、小坡遗址：小荆山遗址位于章丘市刁镇茄庄村西南，邻近小荆山，面积约15万平方米，海拔26米，周围分布有茄庄西及小坡遗址。
- 月庄遗址：位于济南市长清区月庄和张官村附近，南大沙河自东南向西北流经，总面积约46.2万平方米，海拔50米。
- 前埠下遗址：位于潍坊市寒亭区朱里镇前埠下村西50米，潍河西岸台地上，面积10万平方米，海拔40米。
- 张马屯遗址和盛福庄遗址：张马屯遗址位于济南市历城区张马屯村南1千米的台地上，面积约0.7万平方米；盛福庄遗址在盛福庄村东北，小清河流域考古时发现，二者为同一遗址。
- 邹平孙家遗址：位于邹平镇孙家村西北200米，海拔40米，邻近黛溪河，发现商周时期丰富陶片。
- 彭家庄遗址：位于张店区房镇彭家村东南500米，面积80万平方米，包含后李文化和汉代遗存，灰沟堆积与后李遗址相似。
- 西大张遗址：位于广饶县李鹊镇西大张村南，东距淄河2千米，商代文化层下的后李文化层含有陶片、蚌壳等遗物。
- 万德西南遗址：位于长清区万德镇西南500米的高台地上，与西侧山岭相连，紧邻北大沙河。
- 摩天岭遗址和绿竹园遗址：位于章丘西巴漏河沿岸。摩天岭遗址位于南皋埠村东500米处，几乎毁坏；绿竹园遗址位于绣惠镇绿竹园村东，台地剖面露出多层堆积。
- 诸城六吉庄子遗址

## 与北辛文化的关系
后李文化被认为是山东地区早期新石器时代文化的代表之一，与稍晚的北辛文化具有一定的继承关系。北辛文化的发展延续了后李文化的陶器和生活方式，且其陶器组合的风格对山东地区以至河北一带的早期文化产生了深远影响。这种文化传承关系为理解海岱文化区的形成和中华文明起源提供了重要的考古学依据。

## 研究与意义
后李文化的发现弥补了山东早期新石器时代考古研究的空白，为探索海岱地区新石器文化的发展轨迹提供了重要资料。后李文化为研究东夷地区的早期人类活动、经济形态及社会组织提供了深刻的认识，对理解中国早期农业文化的分布、社会结构以及文明发展具有重要学术价值。